# Robert Hallam
Robert Hallam (Oxford, 1360/1370 – Gottlieben, 4 settembre 1417) è stato vescovo di Salisbury e cancelliere dell'Università di Oxford; venne creato pseudocardinale dall'antipapa Giovanni XXIII, ma non accettò la promozione.

## Biografia
Nacque ad Oxford tra il 1360 ed il 1370.
L'antipapa Giovanni XXIII lo elevò al rango di cardinale nel concistoro del 6 giugno 1411.
Morì il 4 settembre 1417 a Gottlieben.

## Genealogia episcopale
La genealogia episcopale è:
- Papa Gregorio XII
- Vescovo Robert Hallam